# فهرست دانشگاه‌های واشینگتن

## مراکز آموزشی دولتی

### مراکز آموزشی چهارساله
- دانشگاه مرکزی واشنگتن
- دانشگاه ایالتی واشنگتن
- دانشگاه واشنگتن
- دانشگاه غربی واشنگتن
- دانشگاه شرقی واشنگتن
- دانشگاه سیتی در سیاتل
- دانشگاه سیاتل
- دانشگاه پیوجت ساند